# Рудольф Вагнер
Рудольф Фрідріх Йоганн Генріх Вагнер (нім. Rudolf Friedrich Johann Heinrich Wagner; 30 червня 1805, Байройт — 13 травня 1864, Геттінген) — німецький зоолог, фізіолог і порівняльний анатом, дійсний член Німецької академії наук «Леопольдина» (1862), член-кореспондент Петербурзької академії наук.